# Bagnolo in Piano
Bagnolo in Piano – miejscowość i gmina we Włoszech, w regionie Emilia-Romania, w prowincji Reggio Emilia.
Według danych na rok 2004 gminę zamieszkiwały 8103 osoby, 311,7 os./km².